# 4741 Leskov
4741 Leskov (1985 VP3) là một tiểu hành tinh nằm phía ngoài của vành đai chính được phát hiện ngày 10 tháng 11 năm 1985 bởi L. G. Karachkina ở Nauchnyj.